# Novo Horizonte do Sul
Novo Horizonte do Sul is een gemeente in de Braziliaanse deelstaat Mato Grosso do Sul. De gemeente telt 4.932 inwoners (schatting 2009).